# Bratronice (okres Kladno)
Bratronice (officieel: Bratronice u Kladna - Duits: Bratronitz) is een Tsjechische gemeente in de regio Midden-Bohemen en maakt deel uit van het district Kladno. Het dorp ligt op ongeveer 30 km afstand van Praag.
Bratronice telt 981 inwoners (2024). Opvallend aan Bratronice is dat geen van de straten een straatnaam draagt (met uitzondering van de regionale weg die het dorp doorkruist).

## Geografie
De gemeente Bratronice bestaat uit de volgende plaatsen:
- Bratronice;
- Dolní Bezděkov.

Tussen 1850 en 1869 en van 1 januari 1980 tot 23 november 1990 maakte het nabijgelegen Běleč ook deel uit van (de gemeente) Bratronice.
Een deel van de huizen in het dorp staat langs de Loděnicerivier. Ook de Berounka stroomt in de buurt van het dorp. In het dorp bevindt zich een waterreservoir, van waaruit in oostelijke richting een naamloze waterloop stroomt, die geleidelijk naar het noordoosten afbuigt en aan de noordzijde de weg naar Dolní Bezděkov volgt. Onderweg worden door de waterloop verschillende stuwmeren gevuld, die voornamelijk worden gebruikt voor de visserij. De meeste waterbronnen in de gemeente zijn echter chemisch verontreinigd en daardoor onbruikbaar als drinkwaterbron.

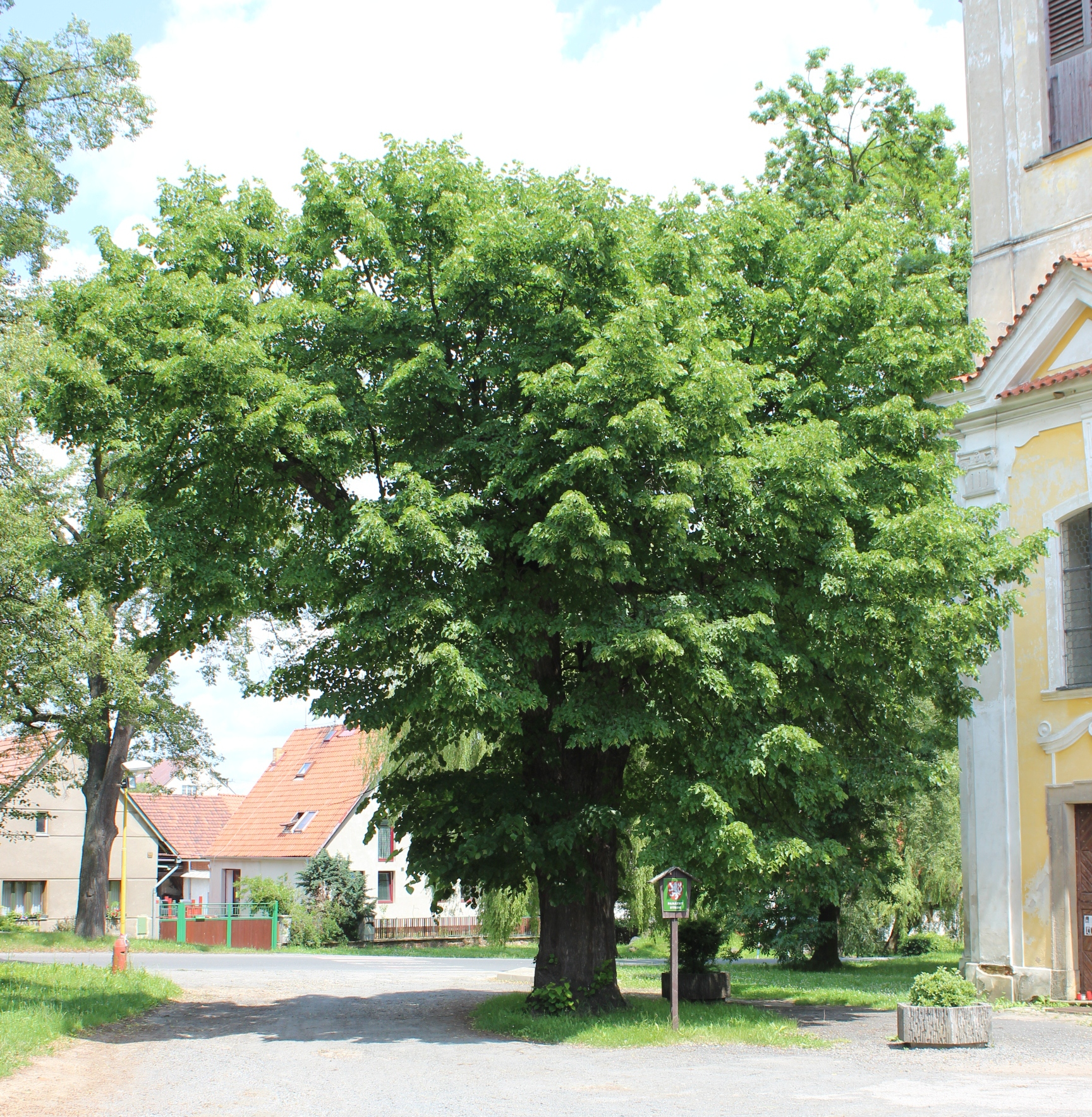
Monumentale linde (2013)

Bratronice grenst aan het beschermd natuurgebied Křivoklátsko. Het landschap bestaat uit een heuvelachtig golvend terrein, met veel bebossing en is daarom eigenlijk minder geschikt voor agrarische doeleinden. Desondanks beslaat het landbouwgebied in de gemeente 769,63 hectare, oftewel 49,3% van de totale oppervlakte, waarvan 81,5% akkerland, 14,6% grasland en 3,9% boomgaarden en tuinen. Het grasland is vooral te vinden in de uiterwaarden van de Loděnicerivier. De bebossing beslaat 696,54 ha, oftewel 44,6% van het gemeentelijk grondgebied. Ten westen van de kerk staat een monumentale boom, de Bratronickálinde genaamd. Deze winterlinde (tilia cordata) heeft een stam met een omtrek van 366 centimeter en bereikt een hoogte van 20 meter.

## Etymologie
De naam Bratronice betekent zij van Bratroń, dat wil zeggen de familie Bratroń (wat weer afgeleid is van de persoonsnaam Bratroň), de stichters van het dorp. In eerste instantie werd de naam geschreven als Bratronicih (vanaf 1227); later als Bratronicz (1352), Bratczicz (1367), Brattrzicz (1369) en Bratronicz (1399–1405).

## Geschiedenis
Bratronice ligt aan een oude jachtweg van Praag naar Zbečno, die van daaruit doorliep naar het kasteel van Křivoklát. Tsjechische heersers en hun gevolg gebruikten deze weg om jachttoernooien te organiseren in de bossen rondom het kasteel. De plaatselijke bevolking verzorgde en onderhield het pad, waaraan de resterende mijlpalen met gebeeldhouwde kruisen nog doen herinneren aan de tijd van de jacht. Er zijn nog vijf van deze palen over, waarvan twee in Bratronice. Volgens een artikel op de gemeentewebsite is aan de langgerekte vorm van het dorp nog te zien dat het dorp langs de oude weg werd gebouwd. Op sommige plaatsen is de middeleeuwse gotische verkaveling nog volledig bewaard gebleven.
De eerste bewoners van het dorp waren afstammelingen van de familie Bratroń. Zij vestigden zich op de plaats waar thans de steenfabriek staat, in het noordoostelijk deel van het dorp. Archeologen hebben tijdens opgravingen aldaar restanten van de oude nederzetting en objecten van de familie Bratroń gevonden.
Het dorp bestond al tijdens het bewind van hertog Wenceslaus de Heilige. In 1140 of 1142 stond prins Wladislaus II van Bohemen delen van het dorp af aan het Sint-Gillisklooster in Praag. Er waren toen 9 vaste erfpachters. De eerste schriftelijke vermelding van het dorp dateert echter van 1228, toen het vermeld werd in de inventaris van de Benedictijnen van de Sint-Jorisbasiliek bij het Kasteel van Praag.
Al in de 14e eeuw verwierven de inwoners van het dorp eigendomsrechten. Zij konden dus vrij over hun eigendom beschikken en eenvoudig verkopen of verhuizen. Hiervoor betaalden zij een vergoeding aan de pachter in de vorm van geld of graan. Omdat de koning echter niet altijd het geld had om zijn schulden af te betalen, betaalde hij door dorpen af te staan. Zo stond George van Podiebrad in 1460 Bratronice samen met de omliggende dorpen (Žilina, Nové Strašecí en Unhošť) af aan Bořivoj mladší z Lochovic.
Andere eigenaren van Bratronice waren onder meer de Heren van Donína (ook wel: von Dohna). In 1555 was het dorp eigendom van Keizer Ferdinand I van Habsburg. Omdat hij geen geld had om zijn schulden af te lossen, nam hij Bratronice in onderpand. Het jaar erop betaalde hij zijn schulden af, waarna het dorp werd teruggegeven aan de vorst. Vervolgens werd Albrecht von Wallenstein eigenaar, gevolgd door de familie Fürstenberg.
Tijdens de Eerste Wereldoorlog kwamen 16 inwoners van Bratronice om het leven. Eind 1917 werden vier van de vijf klokken van de kerktoren verwijderd voor bewapeningsdoeleinden.
In 1971 ontving de gemeente een erepenning van de Tsjecho-Slowaakse regering.
Tot 1930 lag het dorp in het district Rakovník. Sindsdien is het onderdeel van het district Kladno. In 1970 werd het huidige gemeentehuis in gebruik genomen, gebouwd op de plaats van een boerderij.

## Voorzieningen
Volgens kadastrale kaarten werd tussen 1842 en 1897 20% van de gebouwen gesloopt en vervangen door 25% nieuwbouw: aan de rand van het dorpsplein ter vervanging van oudere gebouwen, in het centrum van het dorpsplein en langs de wegen aan de oost- en westzijde van het dorp. In 1964 was 18,5% van de gebouwen van vóór 1897 gesloopt en was het totaalaantal gebouwen met 65% toegenomen, zodat 54% van de totale oppervlakte bestond uit gebouwen van na 1897. Zowel in het centrum van het dorp als langs de rand ervan en langs de wegen ten oosten, zuiden en westen van het dorp werd gebouwd. Ook de middeleeuwse boomgaarden in het noordoostelijk deel van Bratronice werden beetje bij beetje vervangen door (voor die tijd moderne) gezinswoningen. Tussen 1964 en 2002 werd 8,6% van de gebouwen gesloopt en nam het aantal gebouwen met 17,2% toe, zodat 22% van de huizen van na 1964 dateert.

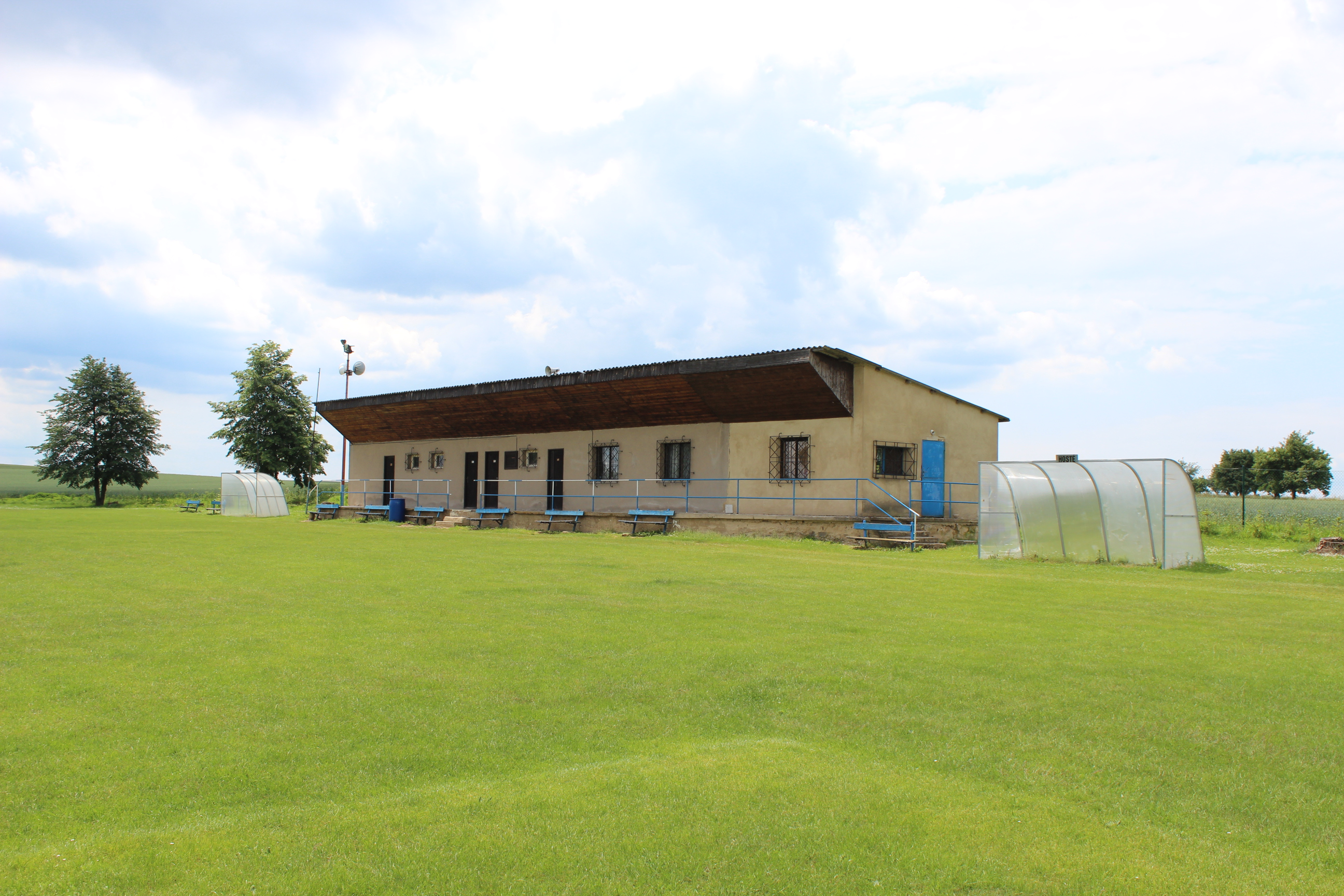
Voetbalveld (2013)

Ten zuiden van het gemeentehuis staat een filiaal van supermarkt Coop dat ten tijde van het socialistische tijdperk is gebouwd. Ook is er een kleuterschool in het dorp gevestigd met ruimte voor 40 leerlingen. Verder zijn aanwezig: een basisschool met capaciteit voor 60 leerlingen, een huisartsenpraktijk, postkantoor, buurthuis, drie restaurants, pension, voetbalveld en kleine bibliotheek in het gemeentehuis. Het postkantoor is eveneens in het gemeentehuis gevestigd. Er is geen politiebureau in Bratronice; wel is er een vrijwilligbrandweerkorps.
Links van de weg naar Dolní Bezděkov ligt een voormalige vuilnisbelt. Die is in 1996 volledig afgedekt en heden ten dage in gebruik als akker door een lokale boer.

## Verkeer en vervoer

### Autowegen
Weg II/201 loopt door het dorp en verbindt Bratronice in oostelijke richting met Horní Bezděkov en Unhošť en in westelijke richting met Bělčí en Zbeček. In Bratronice is een kruispunt vanwaar weg III/2018 in de richting van Žilina en Kamenné Žehrovice gaat en in zuidelijke richting weg III/1163 richting Nižbor. In het oostelijk deel van Bratronice takt weg III/2015 af van de hoofdweg, die in noordoostelijke richting naar Dolní Bezděkov leidt en vervolgens naar Družec en snelweg D6 (afrit 16 Velká Dobrá), op ongeveer 9 km afstand van Bratronice. Het trajectdeel van weg III/2015 tussen Bratronice en Dolní Bezděkov werd tijdens de jaarwisseling van 2011 en 2012 aangelegd, waarna de weg werd geopend door gouverneur David Rath.

### Spoorlijnen
Er is geen spoorlijn of station in het dorp. Ten zuidwesten van Bratronice, op ongeveer 7,5 km afstand, ligt spoorlijn 174 Beroun – Rakovník. Op een vergelijkbare afstand loopt spoorlijn 120 Praag – Rakovník. Het dichtstbijzijnde station is station Kladno.

### Buslijnen
Er zijn vijf bushaltes in Bratronice:
| Halte                          | Lijn(en) | Route(s)                                                   | Vervoerder(s)   |
| ------------------------------ | -------- | ---------------------------------------------------------- | --------------- |
| Bratronice                     | 386 555  | Kladno - Praag-Zličín Zbečno - Kladno                      | ČSAD MHD Kladno |
| Bratronice, Křižovatka         | 386      | Kladno - Praag-Zličín                                      | ČSAD MHD Kladno |
| Bratronice, Dolní Bezděkov     | 386 629  | Kladno - Praag-Zličín Bratronice - Buštěhrad (- Dřetovice) | ČSAD MHD Kladno |
| Bratronice, Mostecký Mlýn      | 386      | Kladno - Praag-Zličín                                      | ČSAD MHD Kladno |
| Bratronice, odb. Mostecký Mlýn | 386      | Kladno - Praag-Zličín                                      | ČSAD MHD Kladno |

## Geboren in Bratronice
- Čeněk Ibl (1851-1902) – professor, vertaler en stenograaf
- František Ondříček (1857-1922) – violist
- Vilém Trsek (1862-1937) – vertaler en schrijver
- Petr Haničinec (1930-2007) – voice-over en acteur
- Ladislav Kníže – accordeonist
- Karel Pelcl – wiskundige
- J.V. Čermák – architect, houtsnijder en beeldhouwer
- Josef Šebela (1884-1959) – priester, missionaris en uitgever

## Galerij

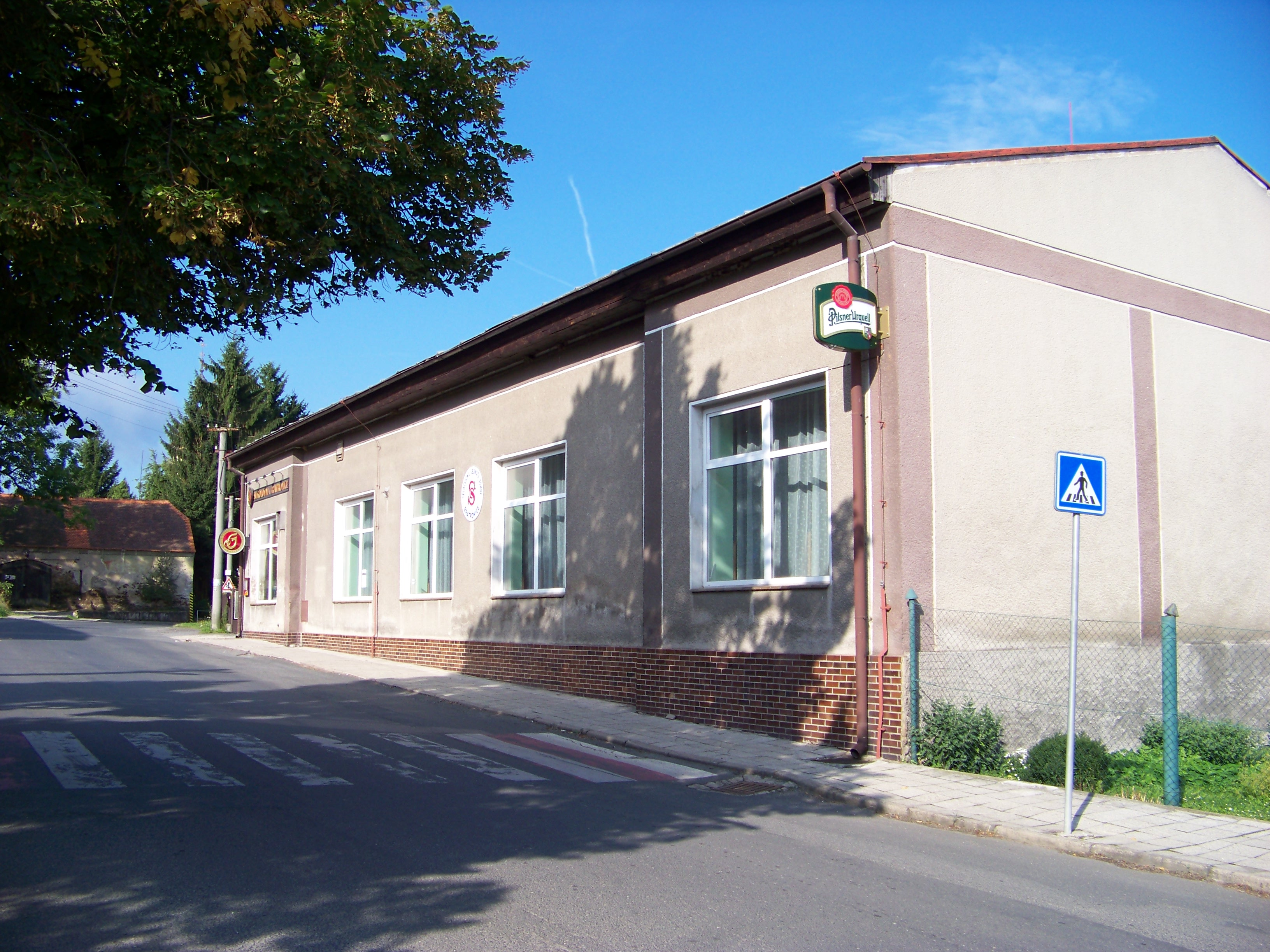
Multifunctioneel gebouw (sokolovna) in Bratronice
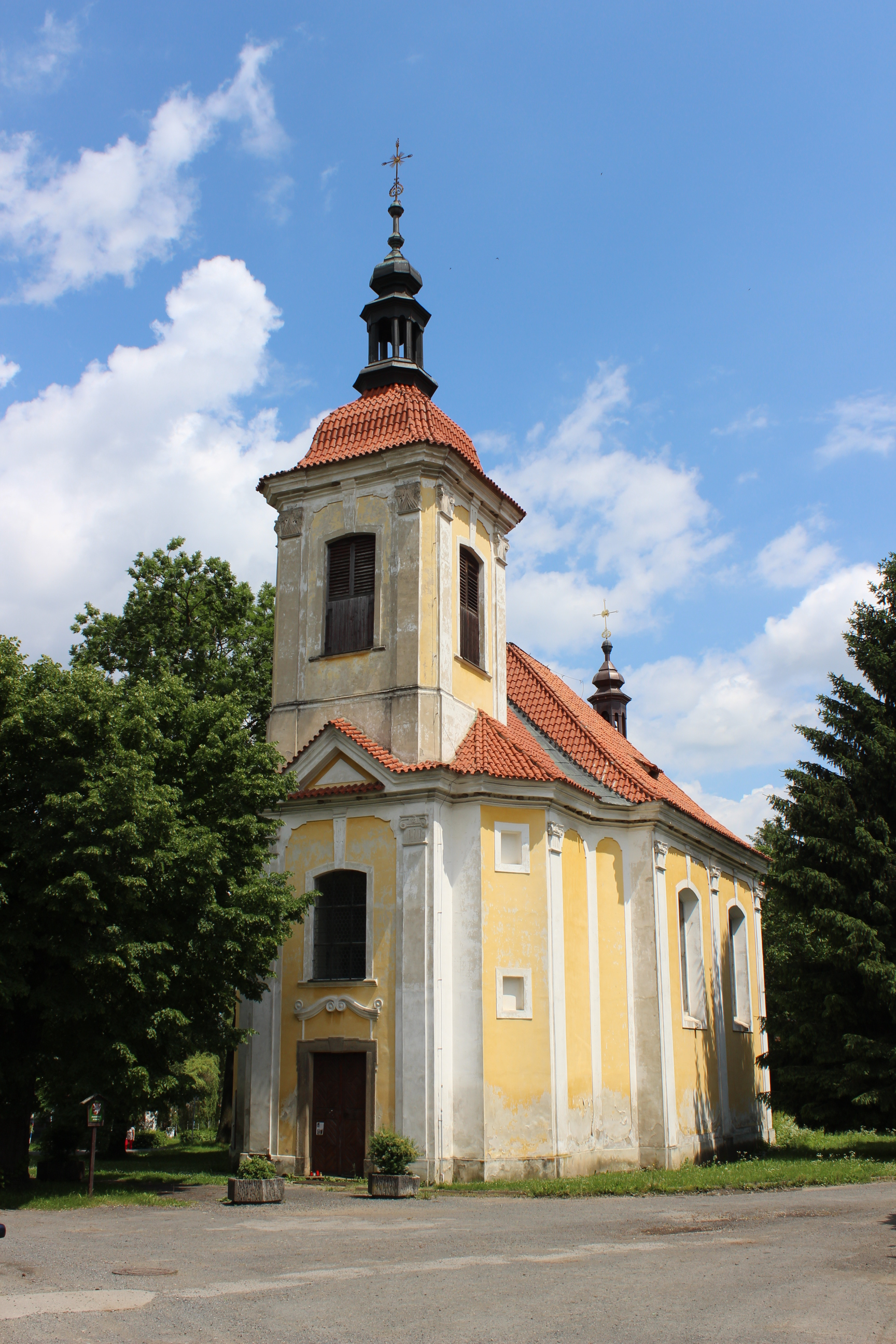
Allerheiligenkerk
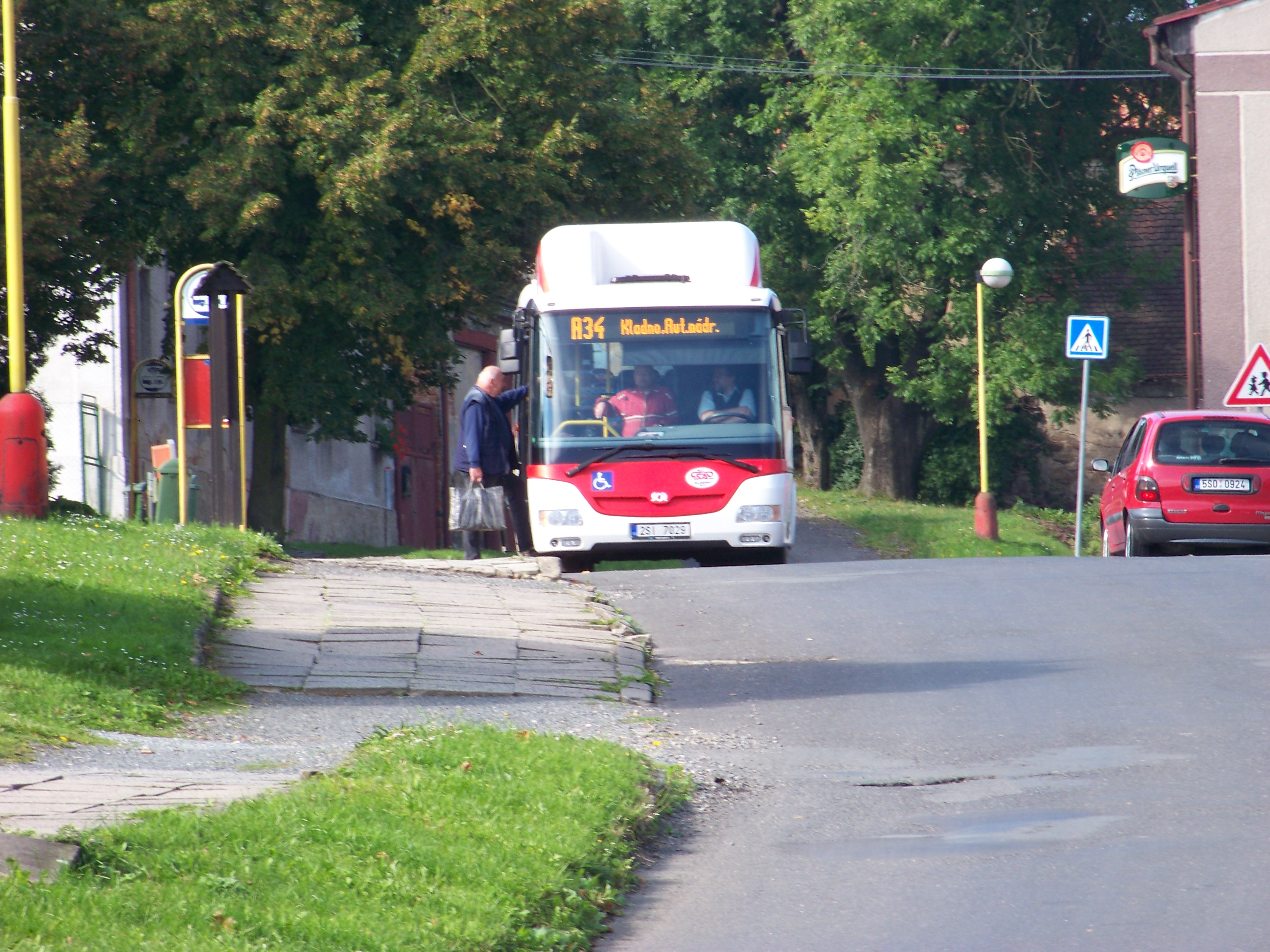
Buslijn A34 bij een bushalte in Bratronice
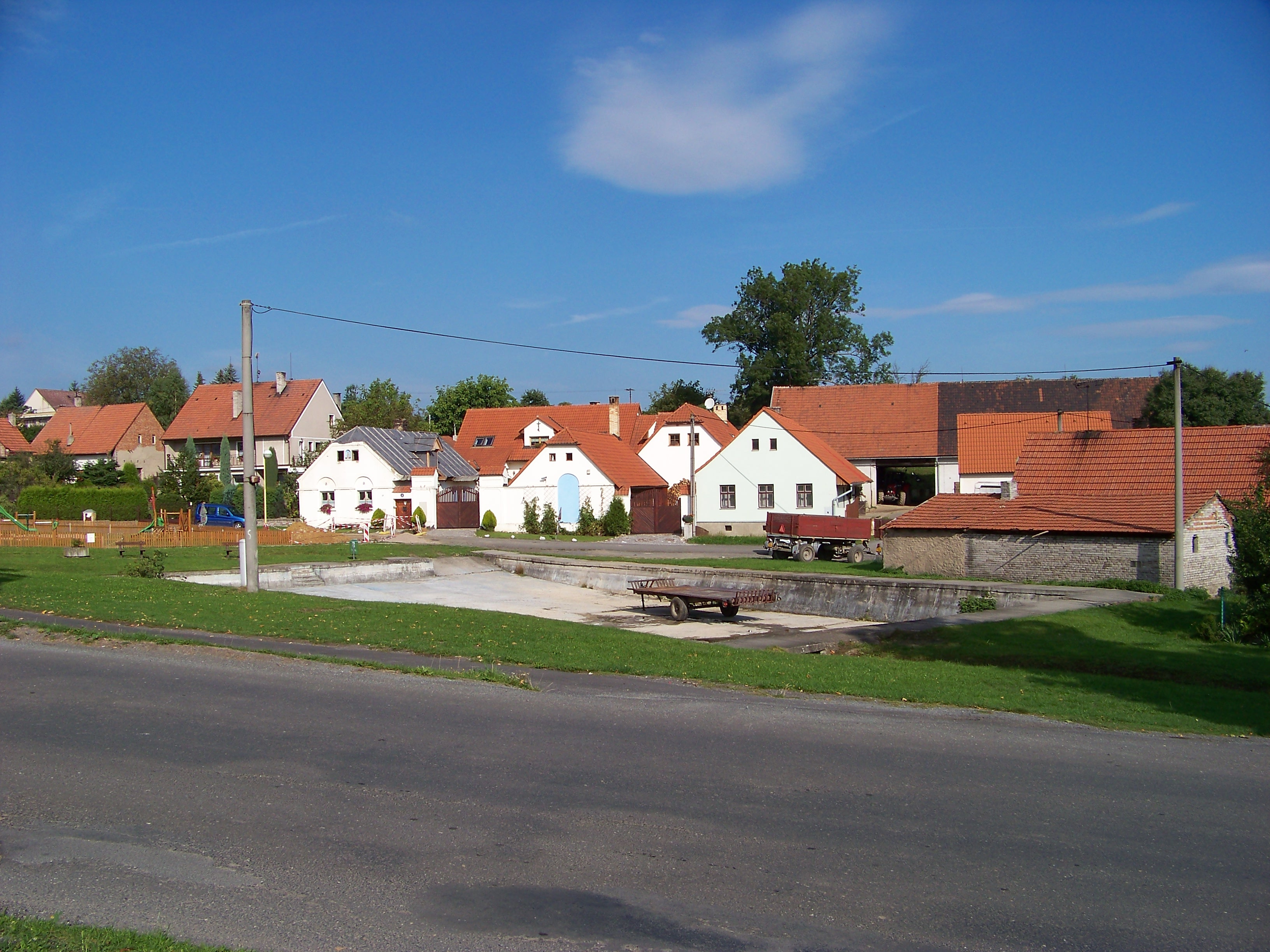
Monumentale huizen
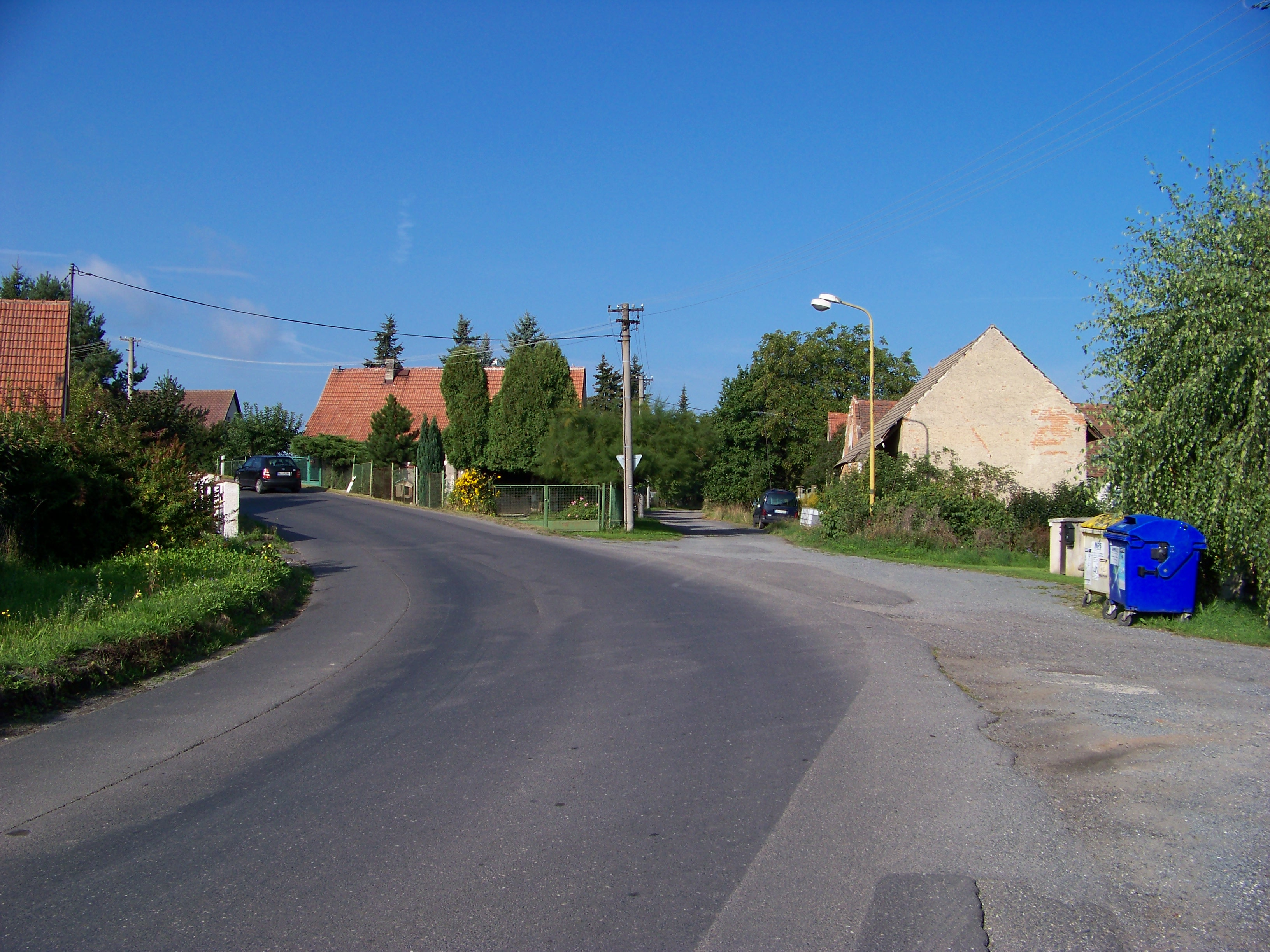
Straat in Bratronice
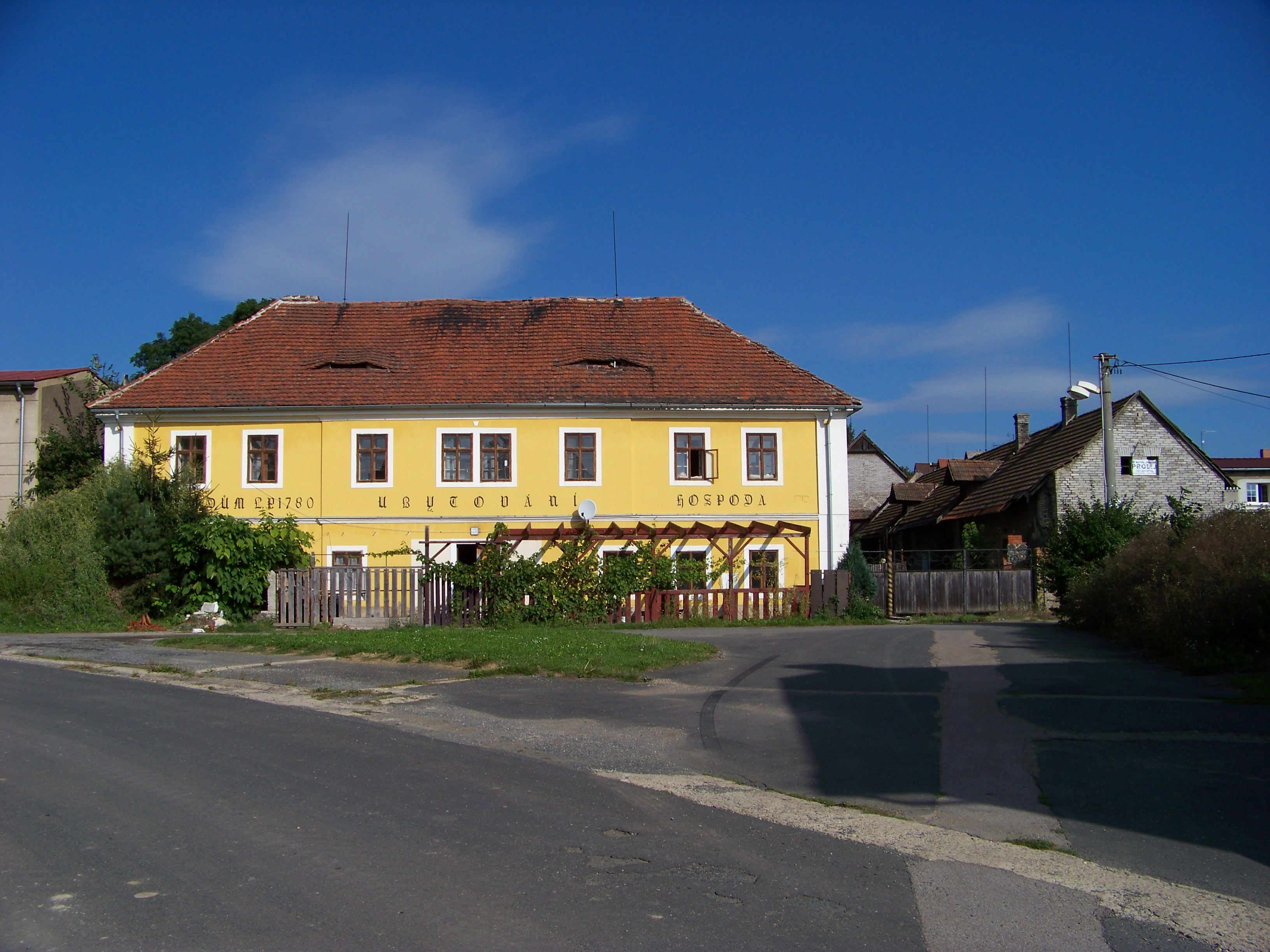
Monumentaal café (1780) in Bratronice
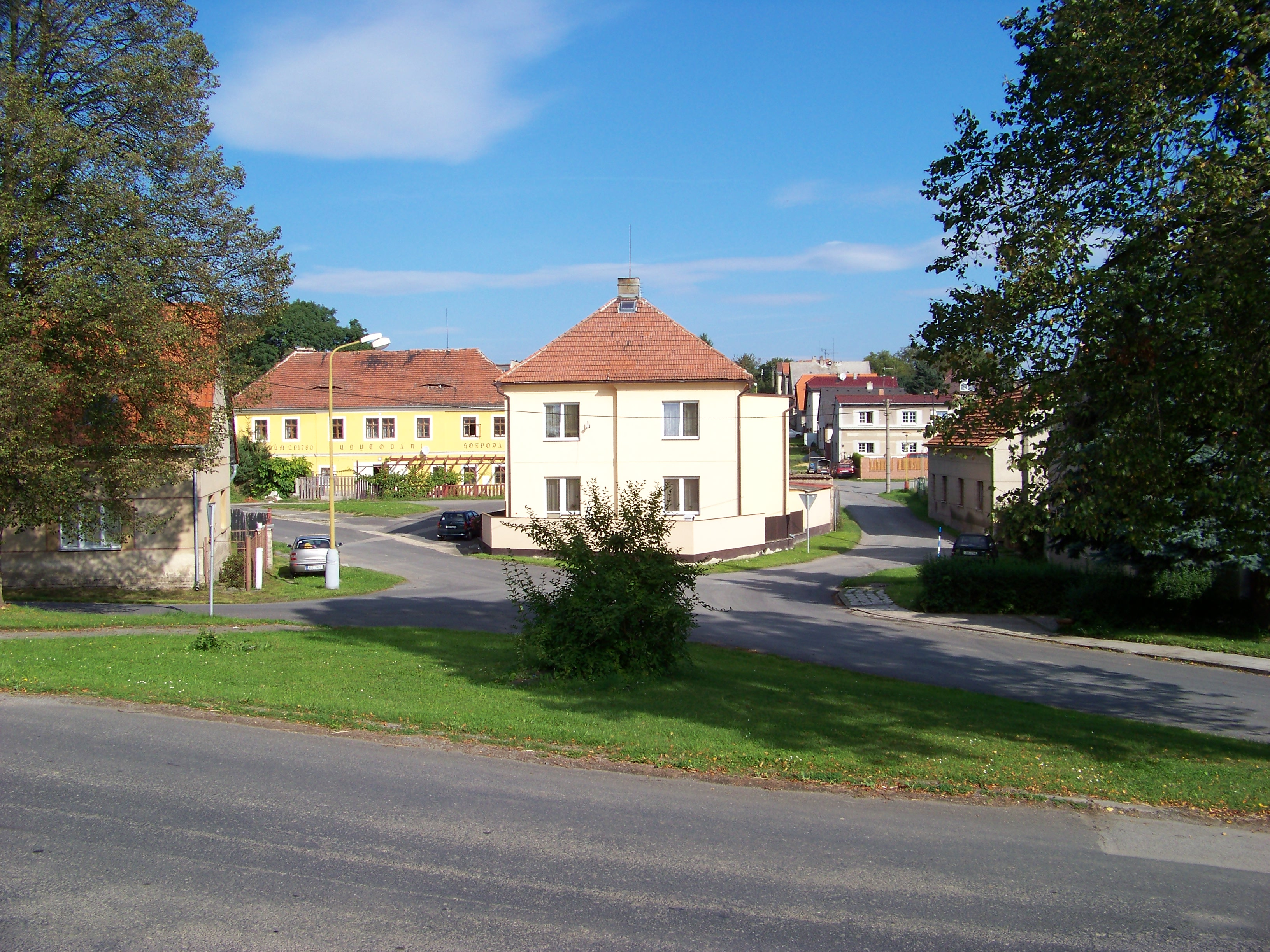
Huizen in Bratronice